# Anthomyia superuncta
Anthomyia superuncta är en tvåvingeart som först beskrevs av Pandelle 1900.  Anthomyia superuncta ingår i släktet Anthomyia och familjen blomsterflugor. Inga underarter finns listade i Catalogue of Life.